# 中央旁沟
中央旁沟（英文：Paracentral sulcus）是大脑的一个脑沟，是中央旁小叶的前部边界，也是扣带沟的一部分。 中央旁沟将额内回和中央旁小叶隔开。